# The Centaur and the Phoenix
The Centaur and the Phoenix je studiové album amerického jazzového hudebníka Yusefa Lateefa, vydané v roce 1960 u vydavatelství Riverside Records. Nahráno bylo dnech 4. a 6. října 1960 v New Yorku a o produkci se staral Orrin Keepnews. V roce 1992 vyšlo album v reedici v rámci série Original Jazz Classics; o remastering se postaral Gary Hobish.

## Seznam skladeb
| Pořadí | Název                       | Autor                    | Délka |
| ------ | --------------------------- | ------------------------ | ----- |
| 1.     | Revelation                  | Kenny Barron             | 6:02  |
| 2.     | Apathy                      | Yusef Lateef             | 5:25  |
| 3.     | Ev'ry Day (I Fall in Love)  | Sammy Fain, Irving Kahal | 6:59  |
| 4.     | The Centaur and the Phoenix | Charles Mills            | 5:37  |
| 5.     | Iqbal                       | Lateef                   | 4:51  |
| 6.     | Summer Song                 | Mills                    | 5:26  |
| 7.     | The Philanthropist          | Lateef                   | 4:02  |
| 8.     | Jungle Fantasy              | Esy Morales              | 2:42  |
| 9.     | Titora                      | Billy Taylor             | 2:25  |

## Obsazení
- Yusef Lateef – tenorsaxofon, flétna, arghul, hoboj
- Richard Williams – trubka
- Clark Terry – křídlovka, trubka
- Curtis Fuller – pozoun
- Josea Taylor – fagot
- Tate Houston – barytonsaxofon
- Joe Zawinul – klavír
- Ben Tucker – kontrabas
- Lex Humphries – bicí